# Haras national de Beclean
Le haras national de Beclean est un haras national situé dans le județ de Bistrița-Năsăud en Roumanie. Déjà connu sous l'empire d'Autriche, il est ensuite attribué à la Roumanie qui en fait un haras national en 1955. Il s'y élève le Lipizzan, en particulier celui de robe noire, et le demi-lourd. Ce haras est devenu un site touristique.

## Histoire
Il fait partie des anciens haras de l'empire d'Autriche, puis de l'Autriche-Hongrie, consacrés à l'élevage du Lipizzan. L'étalon Incitato y est né en 1810.
Il est officiellement créé en 1955. En 1970, il sert de dépôt d'étalons. En 1978, il est orienté vers l'élevage d'une race de chevaux de travail. Depuis 1980, il s'appelle « Le haras de Beclean ».
Les premiers Lipizzans y arrivent en 1993. En novembre 2012, il transfère son cheptel reproducteur et les jeunes reproducteurs de la race Furioso-North Star, vers le haras national de Rușețu.

## Localisation et description
Le haras de Beclean se situe entre les communes de Bistrița et de Dej, sur la nationale 17, au nord-est de la Transylvanie.
Il élève deux races de chevaux, le demi-lourd et le Lipizzan. L'élevage du Lipizzan noir est une fierté dans ce haras, car cette robe est très rare chez le Lipizzan,.
Le site comporte une pension proposant un logement aux visiteurs, et un atelier pour les traîneaux et les carrosses ; ces véhicules sont proposés à la location. Faisant partie des sites touristiques du județ de Bistrița-Năsăud, il attire de nombreux touristes, y compris depuis des pays étrangers comme Israël, les Pays-Bas et la Pologne.